# Placitum
El placitum («La declaració») va ser un tribunal o assemblea pública. Es va originar en els regnes francs durant el segle VII. Després de la conquesta franca d'Itàlia l'any 774, per tant es van introduir abans del final del segle viii.
En origen, el terme es referia més comunament al placitum generalis o conventus, una assemblea plenària de tot el regne, en què es tractaven assumptes militars i legislatius com la promulgació de capitulars i va predominar sobre les funcions judicials. La naturalesa d'aquestes assemblees està descrita pel prelat del segle IX Hincmar de Reims en el seu De ordini palatii. Més tard, el terme placitum va ser preferit al d'un tribunal públic presidit pel centenarius o al tribunal superior del comte (anomenat mallus). La freqüència amb la qual es convocava el placitum es va organitzar per capitulars. Tots els homes lliures es van requerir per assistir i aquells que no ho van fer van ser multats. Amb el temps, perquè el comte els seus vescomtes i els 'centeners abusaven del seu poder de convocar per tal de treure'n profit de les multes, es va exigir als homes assistir almenys a de tres placitum en un any. El magistrat president, en general portava a jutges, notaris i escrivans per abordar les qüestions de dret.
El placitum públic va disminuir en els segles x i xi amb el procés de feudalització que va convertir les antigues oficines públiques en jurisdiccions senyorials. Malgrat tot, el llenguatge i els procediments del placitum van sobreviure fins al final de l'edat mitjana, mentre que la tradició de la placitum general va continuar en els Estats generals i els Estats provincials.